# Gregorio González Murillo
Gregorio Virgilio González Murillo (Huasco Bajo, 17 de noviembre de 1943), es un microempresario olivicultor y político chileno, exalcalde y dos veces concejal de la comuna de Huasco.

## Biografía
Nacido en Huasco Bajo el 17 de noviembre de 1943, hijo de Gregorio González Barrientos y Dolores Murillo Tapia.
Se casó en Huasco el 19 de noviembre de 1973 con la profesora María Pizarro González, con quien tiene dos hijos.
En su calidad de empresario agrícola ha denunciado permanentemente a las empresas que eventualmente estarían contaminando el aire de la comuna, entre ellas la central termoeléctrica Guacolda y la planta de Pellets de CAP. También se ha sumado al rechazo del proyecto central termoeléctrica Punta Alcalde, que continuaría la senda de las dos empresas mencionadas.
Actualmente está pensionado, y reside en la ciudad de Huasco Bajo.

## Obras como alcalde
- En su período se pone en marcha la central termoeléctrica Guacolda.
- Se instalan 50 celdas fotovoltaicas en la localidad de Canto de Agua.
- Se inaugura la escuela rural Moisés López Trujillo en Canto de Agua.
- Se inaugura la posta de Canto de Agua.
- Inauguración del Liceo Japón de Huasco, en las nuevas dependencias, siendo invitado el presidente Eduardo Frei Ruiz-Tagle. En esta visita, respondiendo una inquietud del alcalde, dice "... el progreso está sobre la salud de las personas", en alusión a la contaminación que sufriría la comuna.[cita requerida]
- Se realizaron obras de mejora, en las escuelas Mireya Zuleta Astudillo y José Miguel Carrera de Huasco.
- En agosto de 1996, se inaugura, con recursos municipales, la primera parte del anhelado Paseo Avenida Costanera, que para aquel entonces estaba formado por el Faro Monumental de Huasco y construcciones que llegaban hasta el actual "Chango Bar".
- Con fondos municipales, se inauguraron las veredas de la calle principal Craig, que anteriormente eran de pircas.

## Historial electoral

### Elecciones municipales de 1992
- Elecciones municipales de 1992, Huasco[4]

(Se consideran solo candidatos con sobre el 5,5% de votos y candidatos electos como concejales, de un total de 15 candidatos)
| Candidato                        | Pacto                          | Partido | Votos | %     | Resultado |
| -------------------------------- | ------------------------------ | ------- | ----- | ----- | --------- |
| Gregorio González Murillo        | Concertación por la Democracia | PR      | 596   | 15,52 | Alcalde   |
| Luis Prádena Vargas              | Concertación por la Democracia | PS      | 581   | 15,13 | Concejal  |
| Luis Farías Valenzuela           | Concertación por la Democracia | PDC     | 472   | 12,29 |           |
| Inés Beth Aracena                | Participación y Progreso       | RN      | 396   | 10,31 | Concejal  |
| Juan Sabando Santibáñez          | Concertación por la Democracia | PPD     | 382   | 9,95  | Concejal  |
| Rufino Humberto Rodríguez Rivera | Independiente (fuera de pacto) | Ind.    | 277   | 7,21  |           |
| Doris Mariela Reyes Peralta      | Independiente (fuera de pacto) | Ind.    | 271   | 7,06  |           |
| María González Aguirre           | Participación y Progreso       | RN      | 241   | 6,28  | Concejal  |
| José Morales Sánchez             | Concertación por la Democracia | PDC     | 213   | 5,55  | Concejal  |

### Elecciones municipales de 1996
- Elecciones municipales de 1996, Huasco[5]

(Se consideran solo candidatos con sobre el 0,9% de votos y candidatos electos como concejales, de un total de 14 candidatos)
| Candidato                        | Pacto                          | Partido    | Votos | %     | Resultado |
| -------------------------------- | ------------------------------ | ---------- | ----- | ----- | --------- |
| Juan Sabando Santibáñez          | Concertación por la Democracia | PPD        | 1420  | 35,18 | Alcalde   |
| Gregorio González Murillo        | Concertación por la Democracia | PRSD       | 1391  | 34,46 | Concejal  |
| José Morales Sánchez             | Concertación por la Democracia | PDC        | 334   | 8,28  | Concejal  |
| Jaime Varas Valdés               | Concertación por la Democracia | PDC        | 188   | 4,66  | Concejal  |
| Luis Prádena Vargas              | Concertación por la Democracia | PS         | 164   | 4,06  | Concejal  |
| María González Aguirre           | Unión por Chile                | RN         | 161   | 3,99  |           |
| Inés Beth Aracena                | Unión por Chile                | RN         | 107   | 2,65  |           |
| Pedro Lautaro Vega Flores        | La Izquierda                   | PCCh       | 49    | 1,21  |           |
| Nelson Cortés Talamilla          | Unión por Chile                | Ind. (ILD) | 40    | 0,99  |           |
| Robinson Amaro Ávalos Valenzuela | La Izquierda                   | PCCh       | 38    | 0,94  |           |
| Emilio Godoy Tapia               | Concertación por la Democracia | PS         | 38    | 0,94  | Concejal  |

### Elecciones municipales de 2008
- Elecciones municipales de 2008, Concejales, Huasco[6]

(Se consideran solo candidatos con sobre el 3,7% de votos y candidatos electos como concejales, de un total de 30 candidatos)
| Candidato                          | Pacto                    | Partido    | Votos | %    | Resultado |
| ---------------------------------- | ------------------------ | ---------- | ----- | ---- | --------- |
| Marcelo Godoy Cuello               | Concertación Democrática | PS         | 383   | 9,04 | Concejal  |
| María Angélica González Aguirre    | Alianza                  | RN         | 293   | 6,91 | Concejal  |
| Gregorio González Murillo          | Concertación Progresista | PRSD       | 263   | 6,20 | Concejal  |
| Rigoberto Enrique Briceño Venegas  | Concertación Democrática | PDC        | 258   | 6,09 | Concejal  |
| Carmen Hidalgo Narrias             | Concertación Progresista | Ind. (ILF) | 238   | 5,61 |           |
| Juan Rolando Ávalos Tapia          | Concertación Progresista | PPD        | 210   | 4,95 | Concejal  |
| Rafael Ernesto Vega Peralta        | Concertación Progresista | PRSD       | 194   | 4,58 |           |
| Natalia Cisterna Agusto            | Concertación Democrática | PS         | 171   | 4,03 |           |
| Héctor Zuleta Caballero            | Juntos Podemos Más       | PH         | 165   | 3,89 |           |
| Adriana Clarisa Cárdenas Rodríguez | Por un Chile limpio      | PRI        | 159   | 3,75 | Concejal  |